# Estadio Municipal de Białystok
El Estadio Municipal de Bialystok (en polaco: Stadion Miejski w Białystoku), desde 2024 «Chorten Arena», es un estadio de fútbol de la ciudad de Białystok, Polonia. Ha sido propiedad de la ciudad desde el 7 de octubre de 1971 y en él juega sus partidos como local el Jagiellonia Białystok. Fue reformado en 2014 y cuenta con una capacidad para 22 386 espectadores.

## Partidos internacionales
| Fecha                | Equipo #1      | Res.      | Equipo #2       | Competencia                                   |
| -------------------- | -------------- | --------- | --------------- | --------------------------------------------- |
| 24 de agosto de 1988 | Polonia        | 3:2 (1:0) | Bulgaria        | Amistoso                                      |
| 5 de marzo de 2014   | Polonia sub-21 | 5:0 (2:0) | Lituania sub-21 | Eliminatorias para la Eurocopa Sub-21 de 2015 |